# Протестантизм в Боснии и Герцеговине

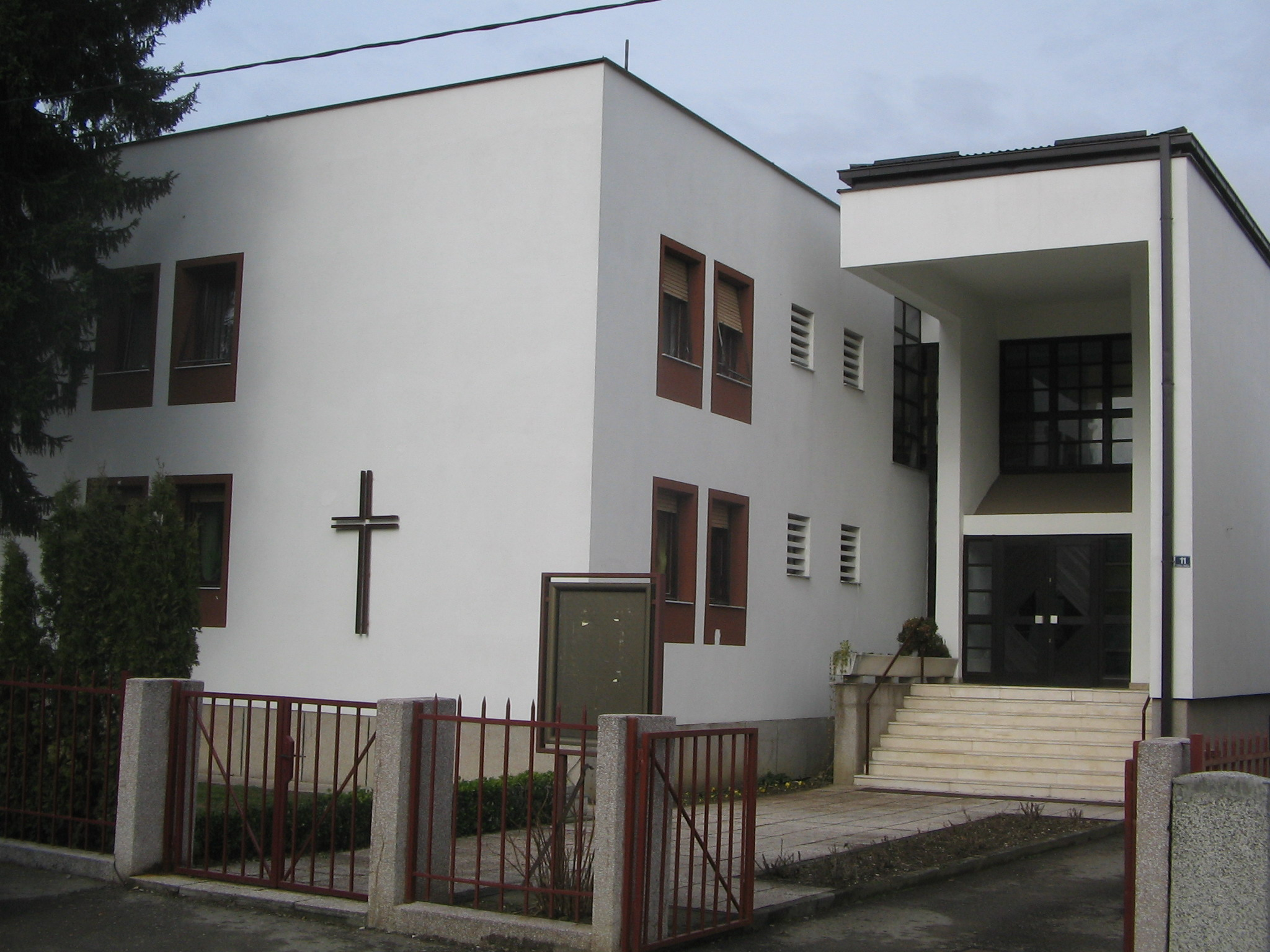
Протестантская церковь в Баня-Лука

Протестантизм в Боснии и Герцеговине — одно из направлений христианства в стране. По данным энциклопедии «Религии мира» Дж. Г. Мелтона в 2010 году в Боснии и Герцеговине насчитывалось 4,8 тыс. протестантов. За десятилетие 2000—2010 гг. протестанты были самой быстрорастущей религиозной группой в стране. По данным той же энциклопедии, в 2000 году в стране было 2,7 тыс. протестантов. Согласно данным «Операции мир» в 2000 году в стране действовало 8 протестантских деноминаций, объединяющих 59 церквей и общин.

## Исторический обзор
Первые протестанты (лютеране) появились на территории современной Боснии и Герцеговины ещё в XVI веке, однако дальнейших следов их служения не удаётся проследить. В XIX веке в Боснии начали миссионерскую деятельность методисты, однако и они не смогли создать постоянное служение. В 1865 году в Сараево переехал баптистский миссионер Франц Табор. Работа баптистской миссии также была разрушена и возобновлена лишь в 1990-х годах. В 1905 году в Боснии начали служение плимутские братья, в 1909 году — адвентисты. Община плимутских братьев фактически прекратила своё существование к 1935 году.
В 1948 году в Брчко появилась община пятидесятников. Позже пятидесятники сформировали Евангелическую церковь Боснии и Герцеговины.
С обретением независимости в 1992 году деятельность протестантов заметно активизировалась.

## Современное состояние
Евангелическая церковь Боснии и Герцеговины объединяет 22 пятидесятнические церкви страны (700 прихожан). Церковь является частью Всемирного братства Ассамблей Бога. Ряд других пятидесятнических церквей существуют вне указанного союза — это Церковь Бога пророчеств, Христианская община всех народов, Христианская харизматическая церковь «Центр победы», Христианская пятидесятническая церковь, Искупленная христианская церковь Божья.
Пять баптистских общин объединены в Христианскую баптистскую церковь Боснии и Герцеговины (200 прихожан). Церковь адвентистов седьмого дня сообщает о 23 общинах и 695 членах церкви (2011 год). В 2000 году 3 общины Новоапостольской церкви объединяли 190 прихожан. В стране также действует Евангелическая христианская церковь Боснии (лютеране, 2 общины).